# スティーブ・ウィルソン (野球)
スティーブン・ダグラス・ウィルソン（Stephen Douglas Wilson、1964年12月13日 - ）は、カナダ・ブリティッシュコロンビア州ビクトリア出身の元プロ野球選手（投手）。左投左打。
現在は、ニューヨーク・ヤンキースのスカウト。

## 経歴

### プロ入り前
バンクーバーの高校を経て、オレゴン州のポートランド大学へ進学。在学中には野球カナダ代表に選ばれ、1983年のパンアメリカン競技大会と1984年のロサンゼルスオリンピックにおいてカナダ代表としてプレーした。

### レンジャーズ時代
1985年のMLBドラフト4巡目（全体83位）でテキサス・レンジャーズから指名され、入団。
1988年9月16日の対カリフォルニア・エンゼルス戦（アナハイム・スタジアム）においてメジャー初登板を果たす。この試合では先発のポール・キルガスが初回にノックアウトされ、2番手として登板したウィルソンは5回1/3を投げたが、これは2021年現在でもレンジャースの投手において、メジャー初登板をリリーフで果たした投手が初登板の試合で投げたイニングとしては最長記録である。同年は3試合に登板した。

### カブス時代
同年12月5日、ラファエル・パルメイロ・ジェイミー・モイヤーらとの6対3の大型トレードでミッチ・ウィリアムスら5選手と共にシカゴ・カブスへ移籍。カブスでは先発・中継ぎの双方で起用された。移籍1年目の1989年には53試合（うち先発8試合）に登板して6勝4敗2セーブ、防御率4.20の成績を残し、同年の地区優勝に貢献した。
サンフランシスコ・ジャイアンツと戦ったナショナルリーグチャンピオンシップシリーズでは第1戦と第4戦に登板したが、第4戦（キャンドルスティック・パーク）では4回途中で降板した先発グレッグ・マダックスの後を受けたものの、マット・ウィリアムズに痛恨の一発を浴びて敗戦投手となり、チームも第5戦で敗退した。シーズン終了後には、同年のティップ・オニール賞を受賞した。

### ドジャース～ブルワーズ～ホワイトソックス時代
1991年9月16日、ジェフ・ハートソックとのトレードでロサンゼルス・ドジャースへ移籍。ドジャースでは中継ぎ一本で起用された。
シーズン25試合の登板に終わった1993年シーズン終了後にフリーエージェントとなり、翌1994年はミルウォーキー・ブルワーズと、1995年はシカゴ・ホワイトソックスとマイナー契約を結ぶ。両年はどちらも傘下AAA級のチームでプレーしたが、メジャー昇格は果たせなかった。

### 台湾球界時代
1996年オフに、翌1997年からリーグ戦を開始することが決まっていた台湾職業棒球大聯盟と契約を結ぶ。その後、リーグ発足にあたって行われた選手分配ドラフトの結果、高屏生活雷公に入団。当初はコーチを務める予定だったが、監督の山根俊英はウィルソンにまだ選手としての力が残っていると判断してウィルソンを説得し、現役選手として登録された。台湾での登録名は文雄S.W。
雷公では先発として起用され、同年は10勝、翌1998年は12勝を記録。1998年限りで引退した。
のちに台湾人女性との間に子を儲けている。

## 詳細情報

### 年度別投手成績
| 年 度    | 球 団    | 登 板 | 先 発 | 完 投 | 完 封 | 無 四 球 | 勝 利 | 敗 戦 | セ 丨 ブ | ホ 丨 ル ド | 勝 率 | 打 者 | 投 球 回 | 被 安 打 | 被 本 塁 打 | 与 四 球 | 敬 遠 | 与 死 球 | 奪 三 振 | 暴 投 | ボ 丨 ク | 失 点 | 自 責 点 | 防 御 率 | W H I P |
| -------- | -------- | ----- | ----- | ----- | ----- | -------- | ----- | ----- | -------- | ----------- | ----- | ----- | -------- | -------- | ----------- | -------- | ----- | -------- | -------- | ----- | -------- | ----- | -------- | -------- | ------- |
| 1988     | TEX      | 3     | 0     | 0     | 0     | 0        | 0     | 0     | 0        | --          | ----  | 31    | 7.2      | 7        | 1           | 4        | 1     | 0        | 1        | 0     | 0        | 5     | 5        | 5.87     | 1.44    |
| 1989     | CHC      | 53    | 8     | 0     | 0     | 0        | 6     | 4     | 2        | --          | .600  | 364   | 85.2     | 83       | 6           | 31       | 5     | 1        | 65       | 0     | 1        | 43    | 40       | 4.20     | 1.33    |
| 1990     | CHC      | 45    | 15    | 1     | 0     | 0        | 4     | 9     | 1        | --          | .308  | 597   | 139.0    | 140      | 17          | 43       | 6     | 2        | 95       | 2     | 1        | 77    | 74       | 4.79     | 1.32    |
| 1991     | CHC      | 8     | 0     | 0     | 0     | 0        | 0     | 0     | 0        | --          | ----  | 53    | 12.1     | 13       | 1           | 5        | 1     | 0        | 9        | 0     | 0        | 7     | 6        | 4.38     | 1.46    |
| 1991     | LAD      | 11    | 0     | 0     | 0     | 0        | 0     | 0     | 2        | --          | ----  | 28    | 8.1      | 1        | 0           | 4        | 0     | 0        | 5        | 0     | 0        | 0     | 0        | 0.00     | 0.60    |
| '91計    | LAD      | 19    | 0     | 0     | 0     | 0        | 0     | 0     | 2        | --          | ----  | 81    | 20.2     | 14       | 1           | 9        | 1     | 0        | 14       | 0     | 0        | 7     | 6        | 2.61     | 1.11    |
| 1992     | LAD      | 60    | 0     | 0     | 0     | 0        | 2     | 5     | 0        | --          | .286  | 301   | 66.2     | 74       | 6           | 29       | 7     | 1        | 54       | 7     | 0        | 37    | 31       | 4.19     | 1.55    |
| 1993     | LAD      | 25    | 0     | 0     | 0     | 0        | 1     | 0     | 1        | --          | 1.000 | 120   | 25.2     | 30       | 2           | 14       | 4     | 1        | 23       | 3     | 0        | 13    | 13       | 4.56     | 1.71    |
| MLB：6年 | MLB：6年 | 205   | 23    | 1     | 0     | 0        | 13    | 18    | 6        | --          | .419  | 1494  | 345.1    | 308      | 33          | 130      | 24    | 5        | 252      | 12    | 2        | 182   | 169      | 4.40     | 1.38    |

### 背番号

#### MLB
- 34（1988年）
- 44（1989年 - 1991年）
- 38（1991年 - 1992年）
- 50（1993年）

#### 台湾球界
- 44（1997年 - 1998年）

### 代表歴
- 1983年パンアメリカン競技大会カナダ代表
- 1984年ロサンゼルスオリンピックの野球競技カナダ代表